# كارمن دي بورجوس

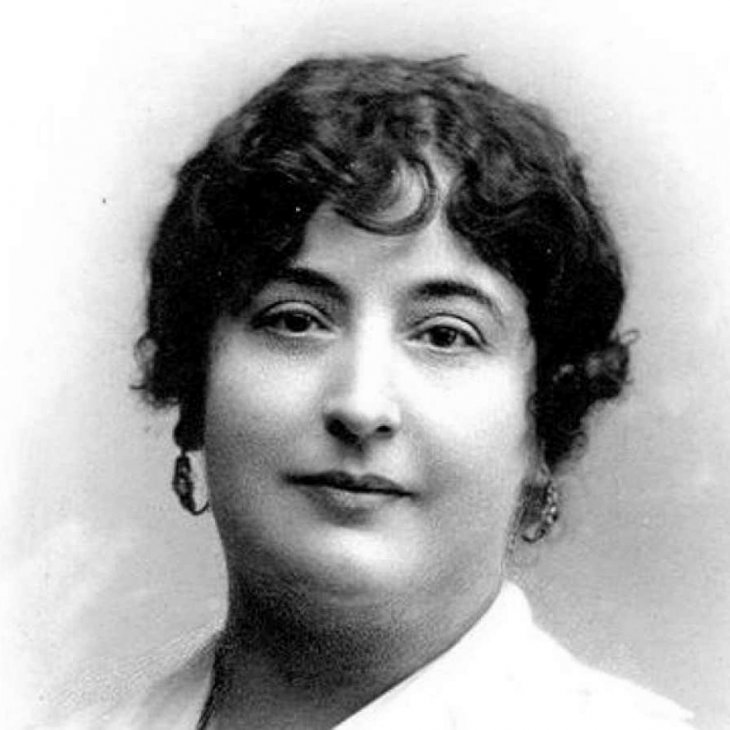
كارمن دي بورجوس

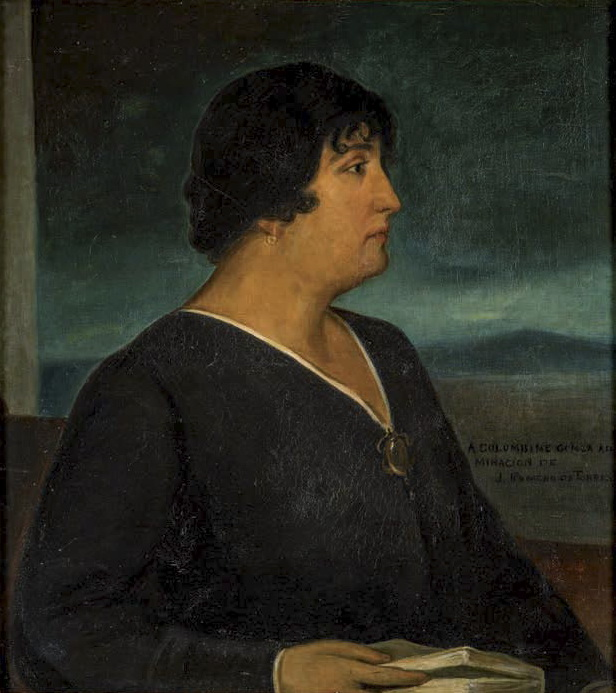
صورة من الفنان جوليو روميرو دي توريس في عام 1917

كارمن دي بورجوس إي سيجي (بالإسبانية: Carmen de Burgos)‏ (9 أكتوبر 1932 10 ديسمبر 1867 أسماء مستعارة، (كولومبينا، غابرييل لونا، بيريكو ايل دي لوس بالوتس، راكيل، هونورين وماريانيلا) كانت صحفية، كاتبة، مترجمة ، و ناشطة حقوق مرأة إسبانية.

## السنوات المبكرة
ولدت في عام 1867 في الميريا لعائلة من الطبقة المتوسطة. كان والدها خوسيه دي بورغوس كانيزاريس وعمها فرديناند مسئولين عن نائب قنصلية البرتغال في الميريا وكان والدها يملك منجم للذهب بينما كانت والدتها، نيقوسيا سيغي نيتو، قد حضرت إلى الزواج بإرث كبير. 

## العمل المهني
هربت من عائلتها عندما قابلت أرتورو أستيرز بوستوس والذي كان يكبرها بخمسة عشر سنة. كان شاعرا وكاتبا ومدمن للكحول. كسب زوجها الجديد نقوداً في صحيفة العائلة، لكنها اكتشفت بسرعة أن هذا هو عملها. كانت هي وأرتورو تعساء في زواجهم لمدة 17 عامًا، ولديهما أربعة أطفال - لم ينج منهم سوى طفل واحد.  في عام 1898 توفي ابنها الرضيع ثم بعد ذلك التحقت بالكلية المحلية للحصول على شهادة تدريس. وفي غضون عام كانت مؤهلة لتدريس المرحلة الابتدائية. بحلول نهاية عام 1898 ، كانت مؤهلة لتدريس المرحلة الثانوية وبحلول عام 1900 كانت مؤهلة لتدريس المعلمين. مستفيدة بإنجازاتها الجديدة، كان من المتوقع توظيفها مدى الحياة. تركت هي وابنتها المتبقية زوجها المسيء وغير المخلص وأقاموا منزلهم في غوادالاخارا حيث كُتب كتابها الأول.  خلال هذا الوقت كانت قد تعلمت كيفية الكتابة من أجل لقمة العيش، وقد حصلت على استقلالها واحتقرت منظومة الزواج.  تعتبر بورغس نفسها نسوية ولكن جنسها يعني أن كتاباتها لم تدرج عند إجراء تقييمات للحداثة الإسبانية (الذكور).
ومع ذلك، كانت بورجوس تصمم عددًا من الروايات لسوق «الرواية الأسبوعية» الذي كان شائعًا في بداية القرن العشرين. لكن روايات بورجوس تناولت موضوعات قانونية وسياسية. تعاملت رواياتها مع موضوعات من المحرمات، بما في ذلك الشذوذ الجنسي من الذكور والإناث والتحول الجنسي. وسلطت الضوء على القيم المزدوجة المطبقة التي ألقت باللوم على النساء اللائي كن زنا في حين غُفلت مشاركة الرجال. تم اسناد مسؤولية الأطفال غير الشرعيين للنساء وحدهم، كما تجاهل القانون الإساءات التي وجدتها بعض النساء في زيجاتهن.  وقد لوحظ أن بورجوس أثارت مواضيع مثيرة للجدل تتعلق بالجنس والقانون والحقوق ولكن كتابتها لم تقدم حلاً.  كشفت للقراء التباين بين القيم التقليدية لتعليم الإناث والحياة الحديثة.  لكن بورجوس كشفت القضايا الصعبة كحدث مثير، وفي عام 1904 قادت حملة لتحسين توافر الطلاق. 

## الشهرة والتقدير
في عام 1906 ، أصبحت بورجوس أول صحفية محترفة في إسبانيا بصفتها رئيس تحرير دياريو يونيفرسال بمدريد.  شغلت منصب أول رئيسة للرابطة الدولية للنساء الأيبيريات وأمريكا اللاتينية (Liga Internacional de Mujeres Ibéricas e Hispanoamericanas).  خلال ديكتاتورية الجنرال فرانكو بورجوس، كُتبت من كتب التاريخ في إسبانيا.  بعد استعادة الديمقراطية، تم الاعتراف بها مرة أخرى واستبدالها بتاريخ حقوق المرأة في إسبانيا. 

### أعمال مختارة
المقالات وغيرها من الأعمال
- Ensayos literarios, 1900.
- Álbum artístico literario del siglo XX, 1901.
- Notas del alma, 1901, (colección de coplas populares)
- El divorcio en España, 1904.
- La mujer en España, 1906.
- Por Europa, 1906
- La voz de los muertos, 1911
- Leopardi, 1911
- Misión social de la mujer, 1911
- Cartas sin destinatario, 1912
- Al balcón, 1913
- Impresiones de Argentina, 1914
- Confidencias de artistas, 1916
- Peregrinaciones, 1917
- Mis viajes por Europa, 1917
- ¿Quiere usted comer bien?, 1917
- Fígaro, 1919
- La Emperatriz Eugenia, 1920
- Hablando con los descendientes, 1929
- Gloriosa vida y desdichada muerte de D. Rafael del Riego, 1931.
- Amadís de Gaula, s.a.

روايات
- Los inadaptados, 1909
- La rampa, 1917
- El último contrabandista, 1918
- Los anticuarios, 1919
- El retorno, 1922
- La malcasada, 1923.
- Los espirituados, 1923.
- La mujer fantástica, 1924.[9]
- El tío de todos, 1925.
- Quiero vivir mi vida, 1931.
- Los anticuarios.[10]

قصص قصيرة
- Ensayos literarios, 1900.
- Alucinación, 1905
- El anhelo
- El abogado
- El artículo 438
- Cuentos: El tesoro del castillo
- Cuentos de Colombine
- En la guerra
- Honor de familia

ترجمة
- Historia de mi vida (muda, sorda y ciega), 1904
- La guerra ruso-japonesa, 1904.
- La inferioridad mental de la mujer, 1904.
- Loca por razón de Estado, 1904.
- Los Evangelios y la segunda generación cristiana, 1904
- La Iglesia cristiana, 1905
- Diez y seis años en Siberia, 1906.
- En el mundo de las mujeres, 1906.
- El rey sin corona, 1908.
- La conquista de un Imperio, 1911.
- Los misterios de la india, 1911.
- La corona de olivo silvestre, 1911-1913.
- Fisiología del placer, 1913.
- Las mañanas en Florencia, 1913
- Las piedras de Venecia, 1913.
- Las siete lámparas de la arquitectura, 1913.
- Los pintores modernos. El paisaje, 1913.
- Cuentos a Maxa, 1914.
- El reposo de San Marcos. Historia de Venecia, 1915.
- La Biblia de Amiens, 1916.
- La decisión, 1917.
- Una idea de parisiense por página, 1917.
- La perseverancia, 1919.
- Defnis y Cloe, 1910.
- Los últimos filibusteros, 1913.
- La princesa muda, s.a.
- El tío Geromo (Crainqueville).
- Cuentistas italianos.

## روابط خارجية
- كارمن دي بورجوس على موقع الموسوعة البريطانية (الإنجليزية)

### قائمة المراجع
- Núñez Rey, Concepción (2014). "Un puente entre España y Portugal: Carmen de Burgos y su amistad con Ana de Castro Osório". ARBOR Ciencia, Pensamiento y Cultura (بالإسبانية). 190 (766). ISSN:0210-1963. Archived from the original (pdf) on 2014-06-07. Retrieved 2016-09-05.
- Memorias de Colombine، la primera periodista ( ) por Utrera، Federico. - ماجاداهوندا: هيخوس دي مولي روبيو، 1998. (بالإسبانية)
- كارمن دي بورغوس كولومبين ( ) por Bravo Cela، Blanca. (بالإسبانية)
- كارمن دي بورغوس، كولومبين (1867-1932) . Biografía y obra literaria. Tesis Doctoral a cargo de Concepción Núñez Rey. Universidad Complutense de Madrid، 1992. (بالإسبانية)
- Ramírez Gómez، Carmen (2000). "Mujeres escritoras en la prensa andaluza del siglo XX (1900–1950)". Universidad de Sevilla. Literatura. Sevilla. ج. 41. ISBN:9788447205608. مؤرشف من الأصل في 2014-08-10. Ramírez Gómez، Carmen (2000). "Mujeres escritoras en la prensa andaluza del siglo XX (1900–1950)". Universidad de Sevilla. Literatura. Sevilla. ج. 41. ISBN:9788447205608. مؤرشف من الأصل في 2014-08-10. Ramírez Gómez، Carmen (2000). "Mujeres escritoras en la prensa andaluza del siglo XX (1900–1950)". Universidad de Sevilla. Literatura. Sevilla. ج. 41. ISBN:9788447205608. مؤرشف من الأصل في 2014-08-10. Ramírez Gómez، Carmen (2000). "Mujeres escritoras en la prensa andaluza del siglo XX (1900–1950)". Universidad de Sevilla. Literatura. Sevilla. ج. 41. ISBN:9788447205608. مؤرشف من الأصل في 2014-08-10. Ramírez Gómez، Carmen (2000). "Mujeres escritoras en la prensa andaluza del siglo XX (1900–1950)". Universidad de Sevilla. Literatura. Sevilla. ج. 41. ISBN:9788447205608. مؤرشف من الأصل في 2014-08-10.  Ramírez Gómez، Carmen (2000). "Mujeres escritoras en la prensa andaluza del siglo XX (1900–1950)". Universidad de Sevilla. Literatura. Sevilla. ج. 41. ISBN:9788447205608. مؤرشف من الأصل في 2014-08-10.  Ramírez Gómez، Carmen (2000). "Mujeres escritoras en la prensa andaluza del siglo XX (1900–1950)". Universidad de Sevilla. Literatura. Sevilla. ج. 41. ISBN:9788447205608. مؤرشف من الأصل في 2014-08-10. (بالإسبانية)